# Verbascum diphyon
Verbascum diphyon är en flenörtsväxtart som beskrevs av Adrien René Franchet. Verbascum diphyon ingår i släktet kungsljus, och familjen flenörtsväxter. Inga underarter finns listade i Catalogue of Life.